# 鲁尼亚克
鲁尼亚克（法語：Rougnac，法語發音：[ʁuɲak]）是法国夏朗德省的一个市镇，属于昂古莱姆区。

## 地理
鲁尼亚克（45°32'10"N, 0°21'30"E）面积29.88 平方千米，位于法国新阿基坦大区夏朗德省，该省份为法国西部内陆省份，北起德塞夫勒省和维埃纳省，东临上维埃纳省，东南至多尔多涅省，南至多爾多涅省，西接滨海夏朗德省。
与鲁尼亚克接壤的市镇（或旧市镇、城区）包括：沙拉、孔比耶、迪尼亚克、埃东、格拉萨克、塞尔。

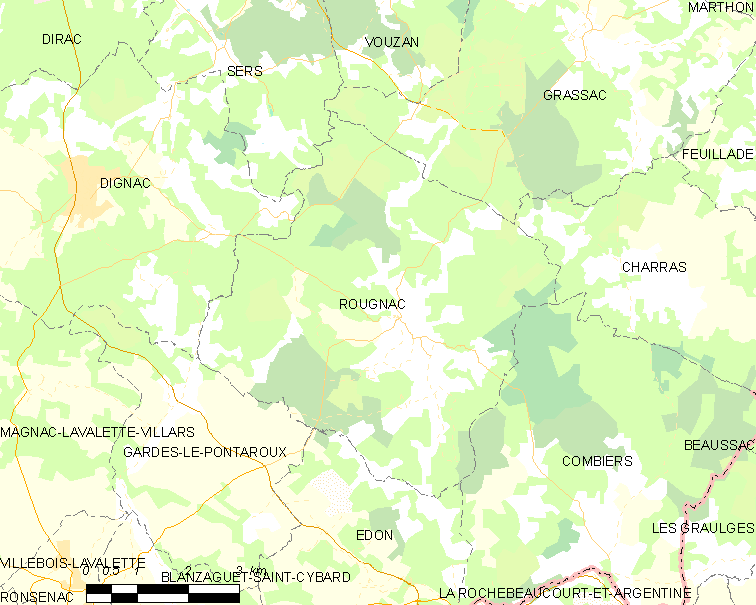
鲁尼亚克的OSM定位图

鲁尼亚克的时区为UTC+01:00、UTC+02:00（夏令时）。

## 行政
鲁尼亚克的邮政编码为16320，INSEE市镇编码为16285。

## 政治
鲁尼亚克所属的省级选区为蒂德-拉瓦莱特县。

## 人口

1962-2008年间鲁尼亚克人口变化图示

鲁尼亚克于2022年1月1日时的人口数量为398人。